# Bifidocoelotes
Bifidocoelotes is een geslacht van spinnen uit de  familie van de Amaurobiidae (nachtkaardespinnen).

## Soorten
- Bifidocoelotes bifidus (Wang, Tso & Wu, 2001)
- Bifidocoelotes primus (Fox, 1937)